# Grand County, Colorado
Grand County är ett administrativt område i delstaten Colorado, USA, med 14 843 invånare. Den administrativa huvudorten (county seat) är Hot Sulphur Springs.
Rocky Mountain nationalpark ligger i countyt.

## Geografi
Enligt United States Census Bureau har countyt en total area på 4 842 km². 4 783 km² av den arean är land och 59 km² är vatten.

### Angränsande countyn
- Larimer County, Colorado - nordöst
- Gilpin County, Colorado - öst
- Boulder County, Colorado - öst
- Clear Creek County, Colorado - sydöst
- Summit County, Colorado - syd
- Eagle County, Colorado - sydväst
- Jackson County, Colorado - nordväst
- Routt County, Colorado - nordväst

### Orter
- Fraser
- Granby
- Grand Lake
- Hot Sulphur Springs (huvudort)
- Kremmling
- Tabernash
- Winter Park